# Kandelabergran
Kandelabergran kallas den form av gran som med tiden utvecklar två eller fler sidgrenar som böjer sig uppåt och växer på den befintliga granen med egna stammar. Namnet kommer från kandelaberljusstakarna med sina sju eller nio mjukt uppåtböjda armar. Kandelabergranar är sällsynta i Sverige, men de förekommer över hela landet.
Kända exemplar av kandelabergranar återfinns i Röjeråsen, Dalarna, den så kallade Båkanås Gran samt i Selberga, Södermanland.